# 小堀流踏水術
小堀流踏水術（こぼりりゅうとうすいじゅつ）は、強力な立ち泳ぎを特徴とする日本泳法の流派。

## 歴史
肥後細川藩では、1633年（寛永10年）、甲州浪人河井半兵衛友明を江戸から迎えて、白川の八幡淵で徒士の水練の指導に当たらせた。以来、歴代の藩主は游ぎを武用として奨励した。宝永の頃には、小堀流流祖村岡伊太夫政文はすでに一流をたてて、白川の天神淵で上士の游ぎの指導に当たった。政文の次子小堀長順常春は上士の師範として父の跡を継いだ。この流は藩校時習館の武芸として明治維新まで伝習された。長順は1756年（宝暦6年）『踏水訣』『水馬千金篇』を出版、後に『水練早合点』も出版された。
5代師範小堀水翁の時、小堀流は隆盛を極め、稽古場10カ所、教えを受けた者1万人と称せられた。水翁は游ぎ方と游ぎの名称を確立し、相伝についても体系を整えた。また「水学行道10カ条」や関連書を書き残している。6代師範猿木宗那は1901年（明治34年）『小堀流踏水術游泳教範』を出版し、団体教授の分解的方法を明らかにした。7代師範小堀平七は学習院に奉職して、皇室・皇族・華族の指導に尽力し、叙位叙勲をうけた。8代師範城義核は京都武徳会に、宗那の次弟西村宗系は長崎・山口に小堀流を伝えた。
1930年（昭和5年）に全国的な泳法流派が加盟する日本游泳連盟が設立され、規約で岩倉流、踏水術（小堀流）、観海流、向井流、野島流、山ノ内流、神伝流、水府流太田派が加盟し、設立時加盟団体となった。
現在、熊本・学習院・京都・長崎に伝承されており、佐賀・青森でも行われている。八幡淵で行われた河井友明の伝承は途絶え、明治時代末期、沼正直によって復興が試みられたが、再び絶えてしまった。

## 泳法の概要
小堀流踏水術は平体と立体の泳ぎからなり、横体の泳ぎはない。小堀流は手繰游を基本として、立游を特技とする。立体は踏み足による強力な立ち泳ぎが特徴である。

## 泳ぎの種類
長崎游泳協会の解説に拠れば、以下の種類がある。
- 平体 - 足撃（そくげき）、手繰游（たぐりおよぎ）、早抜游（はやぬきおよぎ）
- 立体 - 立游（たちおよぎ）、御前游（ごぜんおよぎ）、浮游（うきおよぎ）、抜手游（ぬきておよぎ）
- その他 - 浮身（うきみ）、伏身（ふしみ）

小堀流踏水術の立游は、陸上で立っているのと変わらないため、立游をしながら自由に何かを行うことが可能であり、様々なデモンストレーションが行われる。